# Bee Gees
De Bee Gees was een popgroep rond de tweelingbroers Robin Gibb (1949-2012, zang) en Maurice Gibb (1949-2003, basgitaar, keyboard en zang) en hun oudere broer Barry Gibb (1946, gitaar en zang).

## Naam
De naam van de groep was aanvankelijk niet bedoeld als afkorting van "Brothers Gibb". Oorspronkelijk speelden de broers samen als 'the Rattlesnakes', later werd dat 'Wee Johnny Hayes & the Bluecats' en onder die naam werden ze geïntroduceerd bij radio-dj Bill Gates. Dat gebeurde door Bill Goode, nadat hij hen aan het werk zag op het Brisbane Speedway Circuit. Bill Gates bedacht de naam "Bee Gees" en baseerde zich daarbij op zijn en Goodes initialen: BG. Naarmate de groep in de late jaren zestig zelfstandig succes begon te oogsten, werd de naam meer geassocieerd met "Brothers Gibb".

## Geschiedenis

### Doorbraak
De broers werden geboren op het eiland Man, maar in 1958 emigreerden ze naar Australië. Daar begon hun carrière toen ze in 1966 met hun tweede uitgebrachte single Spicks and Specks van hun eerste gelijknamige album, een grote hit scoorden in Australië, Nieuw-Zeeland en Nederland. In 1967 keerden ze terug naar Engeland waar ze enthousiast werden onthaald door Robert Stigwood, Algemeen Directeur van Brian Epsteins platenmaatschappij NEMS Enterprises en manager van Eric Claptons Cream. Na het beluisteren van hun demo's geloofde Stigwood sterk in het talent van het jonge trio en vormde hen onder zijn management samen met Vince Melouney, (gitaar) en Colin Petersen, (drums) en hemzelf als producent om tot een volwaardige popgroep. De eerste single van hun (eerste internationale) album Bee Gees' 1st, New York Mining Disaster 1941, voor Europa uitgebracht bij de Engelse platenfirma Polydor in april 1967, werd meteen een grote hit. Stigwood liet hen in het zelfde jaar voor de verdeling in de VS een vijfjarig contract tekenen met het platenlabel ATCO Records van Atlantic Records' mede-oprichter Ahmet Ertegun.
Op verzoek van Ertegun en Stigwood schreven Barry en Robin Gibb een ballad voor soullegende Otis Redding: To Love Somebody, dit werd echter reeds in april 1967 door de Bee Gees zelf ingezongen en opgenomen. En in juni werd het door hen ook uitgebracht, nog voor Redding, die in december 1967 omkwam bij een vliegtuigcrash, de kans kreeg om het zelf op te nemen. Het blue-eyed soul nummer (soulmuziek uitgebracht door blanke zangers) werd, op het Verenigd Koninkrijk na, een wereldwijde hit en wordt tot op heden talloze keren gecoverd. Eveneens in 1967 werden ook nog de singles Massachusetts, World, Holiday en And the sun will shine uitgebracht. Zij verschenen in 1968 eveneens op hun vierde studioalbum en tweede internationaal uitgebrachte LP Horizontal. Met het in flowerpower-sfeer badende folksong Massachusetts bereikten de Bee Gees hun eerste nummer-1 hit in onder andere het VK, België, Nederland, Japan en wereldwijd een ongekend succes en populariteit. Later volgden nog Words, een single met twee A-kanten (Jumbo en The singer sang his song) en I've Gotta Get a Message to You. 
Het succes van de groep was onder meer te danken aan de driestemmige harmonie die door de broers werd gezongen. De meeste teksten werden instinctief geschreven door Barry en Robin op de dag van de opname in de studio en ontstonden spontaan na het horen van de melodie die  door Maurice op de piano werd gespeeld.

### Magere jaren: Split enreünie(1969-1974)
Na de hoogtijdagen van de band in de periode 1967-1968 viel de groep ten prooi aan interne strubbelingen, artistieke meningsverschillen en problemen in hun privéleven. Hun plotse en onverwachte sterrenstatus en roem werd een roes waarin de jonge broers zich overgaven aan verkwisting, amoureuze escapades en drank- en drugsverslavingen. Ook de latente rivaliteit tussen Barry en Robin Gibb - de ambitieuze broers eisen elk de rol van leadzanger op - mondde nu uit in een openlijk conflict.
Verzoeningspogingen die in het verleden, familiegetrouw en met positief resultaat door 'bemiddelaar' Maurice Gibb werden ondernomen, haalden deze keer niks uit. Meteen na hun zesde, door pers en publiek negatief onthaalde studio-album Odessa (maart 1969) verliet Robin Gibb de groep en scoorde een solo-hit met Saved by the Bell. Don't Forget to Remember, hun belangrijkste succes uit 1969, was afkomstig uit het zevende, zonder Robin opgenomen album Cucumber Castle (april 1970), maar werd acht maanden eerder uitgebracht.
Maurice Gibb trouwde met de Schotse zangeres Lulu. De groep werd opgedoekt en opnieuw opgericht in augustus 1970. De groep scoorde in 1971 een eerste nummer-1 hit in de VS met How Can You Mend a Broken Heart uit hun negende (zevende internationaal uitgebrachte) album Trafalgar en ging op tournee in Australië waar het nog twee nummer-1 hits haalde. Nadien volgde een periode  met nauwelijks hits en optredens.
In 1974 besliste de groep dat ze een echte band moesten worden met een nieuwe, vaste bezetting i.p.v. telkens weer samen te werken met gelegenheidsmuzikanten of orkesten. Met het aantrekken van drummer Dennis Bryon, gitarist Alan Kendall en toetsenist Blue Weaver en meer invloeden uit R&B en funk wilden de Bee Gees voortaan energieker klinken en minder afhankelijk zijn van ballads.

### Gouden jaren: discoperiode (1975-1979)
Op suggestie van Eric Clapton verhuizen de Bee Gees begin 1975 naar Miami in Florida om een nieuwe LP op te nemen in de Criteria Studios. Na eerst alweer enkele ballads te hebben ingezongen, geeft het trio eindelijk toch gehoor aan het advies van producers Arif Mardin en Robert Stigwood om meer dansgerichte disconummers op te nemen, zoals Jive Talkin' dat verrassend een Amerikaanse nummer 1-hit werd en Nights on Broadway. Uitgedaagd door Mardin zingt Barry Gibb nu met een falsetto-stem, wat de Bee Gees meteen ook hun nieuwe sound en handelsmerk gaf. Het album  Main Course valt in de smaak van het publiek en wordt hun eerste R&B album in de hitparade. Hun volgende album, Children of the World uit 1976 stond volledig in het teken van de disco-sound en maakt uitvoerig gebruik van Barry's hoge kopstem en Weavers arrangementen met de Moog-synthesizer. De eerste single van de LP You Should Be Dancing, met percussiewerk van gitarist Stephen Stills, kent wereldwijd een gigantisch succes en bezorgt Maurice, Robin en Barry een ongekende sterrencultus in de VS. In 1977 kan Stigwood de Bee Gees overtuigen om voor zijn platenlabel RSO Records in postproductie mee te werken aan het soundtrackalbum van de filmklassieker Saturday Night Fever. Volgens hoofdrolspeler John Travolta zorgen bij het begin van de filmopnames enkel Stevie Wonder en Boz Scaggs voor de muzikale begeleiding. Louter op basis van een onafgewerkt script slaagt het broederlijke trio erin om in de Franse studio Château d'Hérouville in Hérouville-en-Vexin gëimproviseerd, in nagenoeg een enkel weekend, de liedjes te schrijven. Volgens RSO-directeur en opnameleider Bill Oakes blies de groep met het soundtrackalbum de al wat aan populariteit inboetende disco niet alleen nieuw leven in maar werden ze er ook een van de belangrijkste exponenten van. De uit het album als single uitgebrachte nummers How Deep Is Your Love, Stayin' Alive en Night Fever scoorden in veel landen erg hoog in de hitlijsten. In het daarop volgende jaar schreven de Bee Gees nog zeven nummer-1-hits voor onder anderen Yvonne Elliman (If I Can't Have You), Tavares (More Than a Woman) en Frankie Valli (Grease) en hun broer Andy Gibb.

### In de schaduw
Naarmate de discomuziek eind jaren '70 een steeds breder publiek bereikt en niet (alleen) meer de undergroundmuziek is van een subcultuur die enkel in de nachtclubs en discotheken wordt gedraaid maar ook de radiozenders zich commercieel verplicht zien om disco te draaien, wordt het genre het slachtoffer van zijn eigen succes. Platenlabels kiezen nu voor snel geldgewin waardoor de discoplaten fel aan kwaliteit gaan inboeten. In de VS ontstaat zelfs een rabiate anti-discobeweging 'Disco sucks' die zijn hoogtepunt kent tijdens de Disco Demolition Night van 12 juli 1979. Tienduizenden discohaters geven gehoor aan de oproep van radio-dj en rockfanaat Steve Dahl om al hun discoplaten aan de ingang van het honkbalstadion in het Comiskey Park van Chicago in te leveren en in het midden van het veld door een explosie te laten vernietigen. Hard getroffen en geshockeerd door het felle anti-discosentiment worden de Bee Gees persona non grata in het openbare muziek- en uitgaansleven en moeten ze zich voortaan beperken tot muzikaal werk achter de schermen als tekstschrijver of producent. De Bee Gees schreven en produceerden begin jaren '80 platen van o.a. Barbra Streisand, Dionne Warwick en Diana Ross. Bekende hits die werden geschreven door de Bee Gees waren onder andere:
- Woman in Love, Guilty en What Kind of Fool van Barbra Streisand (de laatste twee in duet met Barry Gibb) (1980)
- Heartbreaker van Dionne Warwick (1982)
- Islands in the Stream van Dolly Parton en Kenny Rogers (1983)
- Chain Reaction van Diana Ross (1985)

Robin Gibb maakte in 1983 wederom een solo-LP.

### Revival met vierde broer
In 1987 maakten de Bee Gees hun comeback met het nummer You win again, een Britse nummer 1-hit. Een vierde broer, Andy Gibb, eind jaren 70 van de 20e eeuw een tieneridool, stierf in 1988, juist toen hij als vierde lid bij de groep zou komen. Op 12 januari 2003 stierf Maurice onverwacht aan een darminfarct, een onderbreking van de bloedtoevoer naar de darmen, een zeldzame aandoening die soms optreedt bij een draaiing van de darmen waarbij het darmkanaal (meestal gedeeltelijk) afgekneld wordt. Hiervoor was Maurice in eerste instantie ook opgenomen in het ziekenhuis. Robin en Barry gingen daarop hun eigen weg met een hernieuwde samenwerking tussen Barry en Barbra Streisand, Guilty pleasures in 2005. Een samenwerking tussen Robin en Alistair Griffin met het nummer My lover's prayer kwam binnen op drie in Engeland. Barry en Robin zeiden dat ze nooit meer muziek zouden maken onder de naam Bee Gees. Onder de naam Brothers Gibb traden Barry en Robin in februari 2006 voor het eerst sinds de dood van hun broer weer samen op. Op 7 september 2009 kondigden zij aan opnieuw als Bee Gees te gaan toeren.
In november 2011 werd bekend dat Robin, toen 61, leed aan leverkanker. Hij overleed op 20 mei 2012. Daarmee kwam er een definitief einde aan de Bee Gees. De moeder van de broers, Barbara Gibb, overleed in augustus 2016 op 95-jarige leeftijd in Miami.
De oud-leden Vince Melouney, Dennis Bryon & Blue Weaver touren sinds 2018 samen met Pasquale, Davide & Walter Egiziano (The Italian Bee Gees) met hun show "Tribute To The Legend".

## Discografie

### Albums
| Album met eventuele hitnotering(en) in de Nederlandse Album Top 100 | Datum van verschijnen | Datum van binnenkomst | Hoogste positie | Aantal weken | Opmerkingen                |
| ------------------------------------------------------------------- | --------------------- | --------------------- | --------------- | ------------ | -------------------------- |
| The Bee Gees sing and play 14 Barry Gibb songs                      | 1965                  | -                     |                 |              |                            |
| Bee Gees 1st                                                        | 1967                  | -                     |                 |              |                            |
| Horizontal                                                          | 1968                  | -                     |                 |              |                            |
| Idea                                                                | 1968                  | -                     |                 |              |                            |
| Odessa                                                              | 1969                  | -                     |                 |              |                            |
| Cucumber castle                                                     | 1969                  | -                     |                 |              |                            |
| The best of the Bee Gees                                            | 1969                  | 06-12-1969            | 8               | 14           | Verzamelalbum              |
| 2 Years on                                                          | 1970                  | -                     |                 |              |                            |
| Trafalgar                                                           | 1971                  | -                     |                 |              |                            |
| To whom it may concern                                              | 1972                  | -                     |                 |              |                            |
| Life in a tin can                                                   | 1973                  | -                     |                 |              |                            |
| Mr Natural                                                          | 1974                  | -                     |                 |              |                            |
| Main course                                                         | 1975                  | 26-07-1975            | 23              | 5            |                            |
| Children of the world                                               | 1976                  | -                     |                 |              |                            |
| Here at last - Bee Gees live                                        | 1977                  | -                     |                 |              |                            |
| Saturday Night Fever                                                | 1977                  | 18-02-1978            | 1(19wk)         | 40           | Soundtrack / Platina       |
| All time greatest hits                                              | 1978                  | 15-04-1978            | 2               | 24           | Verzamelalbum / Platina    |
| Sgt. Pepper's Lonely Hearts Club Band                               | 1978                  | 29-07-1978            | 8               | 13           | Soundtrack                 |
| Spirits (having flown)                                              | 1979                  | 10-02-1979            | 1(1wk)          | 19           |                            |
| Greatest                                                            | 1979                  | 10-11-1979            | 19              | 9            | Verzamelalbum              |
| Living eyes                                                         | 1981                  | 07-11-1981            | 21              | 6            |                            |
| Staying Alive                                                       | 1983                  | 23-07-1983            | 7               | 19           | Soundtrack                 |
| The complete hitalbum / The best of the Bee Gees                    | 1985                  | 20-04-1985            | 41              | 17           | Verzamelalbum              |
| E.S.P.                                                              | 1987                  | 03-10-1987            | 6               | 18           |                            |
| One                                                                 | 1989                  | 29-04-1989            | 15              | 12           |                            |
| High civilization                                                   | 1991                  | 30-03-1991            | 19              | 9            |                            |
| The very best of Bee Gees                                           | 13-11-1991            | 19-10-1991            | 9               | 51           | Verzamelalbum / 2x Platina |
| Size isn't everything                                               | 13-09-1993            | 25-09-1993            | 22              | 25           |                            |
| Still waters                                                        | 10-03-1997            | 22-03-1997            | 5               | 30           | Goud                       |
| One night only                                                      | 07-09-1998            | 19-09-1998            | 1(1wk)          | 58           | Livealbum / Goud           |
| There is where I came in                                            | 02-04-2001            | 14-04-2001            | 15              | 12           |                            |
| The record - Their greatest hits                                    | 12-11-2001            | 24-11-2001            | 2               | 67           | Verzamelalbum / Goud       |
| Number ones                                                         | 01-11-2004            | 13-11-2004            | 32              | 15           | Verzamelalbum              |
| Love songs                                                          | 27-03-2006            | 28-01-2006            | 21              | 10           |                            |
| Greatest                                                            | 28-09-2007            | 06-10-2007            | 35              | 12           | Verzamelalbum              |
| The ultimate Bee Gees                                               | 26-10-2009            | 01-01-2010            | 83              | 3            | Verzamelalbum              |
| Mythology                                                           | 12-11-2010            | 11-06-2011            | 100             | 1            | Verzamelalbum              |

| Album met hitnotering(en) in de Vlaamse Ultratop 200 albums | Datum van verschijnen | Datum van binnenkomst | Hoogste positie | Aantal weken | Opmerkingen   |
| ----------------------------------------------------------- | --------------------- | --------------------- | --------------- | ------------ | ------------- |
| Still waters                                                | 10-03-1997            | 29-03-1997            | 7               | 14           |               |
| The very best of the Bee Gees                               | 12-11-1990            | 21-06-1997            | 23              | 4            | Verzamelalbum |
| One night only                                              | 07-09-1998            | 26-09-1998            | 36(2wk)         | 4            |               |
| This is where I came in                                     | 02-04-2001            | 14-04-2001            | 32              | 7            |               |
| The record - their greatest hits                            | 12-11-2001            | 24-11-2001            | 17              | 10           | Verzamelalbum |
| Number ones                                                 | 01-01-2004            | 20-11-2004            | 29              | 14           | Verzamelalbum |
| Timeless - the all-time greatest hits                       | 21-04-2017            | 27-05-2017            | 32              | 15           | Verzamelalbum |

### Singles
| Single met eventuele hitnotering(en) in de Nederlandse Top 40 | Datum van verschijnen | Datum van binnenkomst | Hoogste positie | Aantal weken | Opmerkingen                                   |
| ------------------------------------------------------------- | --------------------- | --------------------- | --------------- | ------------ | --------------------------------------------- |
| Spicks and specks                                             | 1967                  | 01-04-1967            | 2               | 15           |                                               |
| New York mining disaster 1941                                 | 1967                  | 03-06-1967            | 4               | 10           | nr. 3 in de Single Top 100                    |
| To love somebody                                              | 1967                  | 29-07-1967            | 13              | 8            | nr. 9 in de Single Top 100                    |
| Massachusetts                                                 | 1967                  | 07-10-1967            | 1(3wk)          | 15           | nr. 1 in de Single Top 100                    |
| Holiday                                                       | 1967                  | 25-11-1967            | 3               | 10           | nr. 2 in de Single Top 100                    |
| World                                                         | 1967                  | 23-12-1967            | 1(3wk)          | 13           | nr. 1 in de Single Top 100                    |
| Words                                                         | 1968                  | 24-02-1968            | 1(3wk)          | 9            | nr. 1 in de Single Top 100                    |
| Jumbo / The singer sang his song                              | 1968                  | 27-04-1968            | 2               | 11           | nr. 1 in de Single Top 100                    |
| I've gotta get a message to you                               | 1968                  | 24-08-1968            | 3               | 13           | nr. 2 in de Single Top 100                    |
| I started a joke                                              | 1969                  | 18-01-1969            | 3               | 9            | nr. 3 in de Single Top 100                    |
| First of May                                                  | 1969                  | 15-03-1969            | 2               | 8            | nr. 1 in de Single Top 100                    |
| Tomorrow tomorrow                                             | 1969                  | 21-06-1969            | 3               | 9            | nr. 3 in de Single Top 100                    |
| Don't forget to remember                                      | 1969                  | 30-08-1969            | 1(3wk)          | 13           | nr. 1 in de Single Top 100                    |
| Let there be love                                             | 1970                  | 07-03-1970            | 16              | 5            | nr. 14 in de Single Top 100                   |
| I.O.I.O.                                                      | 1970                  | 04-04-1970            | 9               | 8            | nr. 6 in de Single Top 100                    |
| Lonely days                                                   | 1970                  | 28-11-1970            | 3               | 10           | nr. 3 in de Single Top 100                    |
| How can you mend a broken heart                               | 1971                  | 03-07-1971            | 16              | 6            | nr. 11 in de Single Top 100 / Alarmschijf     |
| When the swallows fly                                         | 1971                  | 09-10-1971            | 20              | 3            | nr. 18 in de Single Top 100                   |
| Don't wanna live inside myself                                | 1971                  | 27-11-1971            | 29              | 2            |                                               |
| My World                                                      | 1972                  | 19-02-1972            | 8               | 9            | nr. 9 in de Single Top 100                    |
| Israel                                                        | 1972                  | 20-05-1972            | 22              | 3            | nr. 22 in de Single Top 100                   |
| Run to me                                                     | 1972                  | 19-08-1972            | 27              | 4            | nr. 28 in de Single Top 100                   |
| Alive                                                         | 1972                  | 16-12-1972            | 15              | 5            | nr. 17 in de Single Top 100                   |
| Saw a new morning                                             | 1973                  | 28-04-1973            | tip20           | -            |                                               |
| Wouldn't I be someone                                         | 1973                  | 07-07-1973            | tip19           | -            |                                               |
| Mr Natural                                                    | 1974                  | 20-04-1974            | tip25           | -            |                                               |
| Jive talkin'                                                  | 1975                  | 02-08-1975            | 23              | 4            | nr. 26 in de Single Top 100                   |
| Nights on Broadway                                            | 1975                  | 22-11-1975            | 8               | 10           | nr. 8 in de Single Top 100                    |
| Fanny (Be tender with my love)                                | 1976                  | 14-02-1976            | tip7            | -            |                                               |
| You Should Be Dancing                                         | 1976                  | 14-08-1976            | 17              | 6            | nr. 15 in de Single Top 100                   |
| How deep is your love                                         | 1977                  | 03-12-1977            | 15              | 10           | nr. 8 in de Single Top 100                    |
| Stayin' alive                                                 | 1978                  | 11-02-1978            | 1(3wk)          | 16           | nr. 3 in de Single Top 100 / Alarmschijf      |
| Night fever                                                   | 1978                  | 29-04-1978            | 3               | 13           | nr. 3 in de Single Top 100                    |
| Too much heaven                                               | 1978                  | 02-12-1978            | 14              | 9            | nr. 11 in de Single Top 100                   |
| Tragedy                                                       | 1979                  | 24-02-1979            | 4               | 10           | nr. 5 in de Single Top 100 / Alarmschijf      |
| Love you inside out                                           | 1979                  | 05-05-1979            | 35              | 3            | nr. 27 in de Single Top 100                   |
| Spirits (having flown)                                        | 1980                  | 05-04-1980            | 35              | 3            | nr. 36 in de Single Top 100                   |
| He's a Liar                                                   | 1981                  | 26-9-1981             | 12              | 7            | nr. 17 in de Single Top 100 / Alarmschijf     |
| Living eyes                                                   | 1981                  | 14-11-1981            | tip2            | -            | nr. 41 in de Single Top 100                   |
| The woman in you                                              | 1983                  | 11-06-1983            | 21              | 6            | nr. 26 in de Single Top 100                   |
| Someone belonging to someone                                  | 1983                  | 08-10-1983            | tip17           | -            | nr. 30 in de Single Top 100                   |
| You win again                                                 | 1987                  | 19-09-1987            | 5               | 13           | nr. 6 in de Single Top 100                    |
| E.S.P.                                                        | 1987                  | 26-12-1987            | 32              | 3            | nr. 26 in de Single Top 100                   |
| Angela                                                        | 1988                  | -                     |                 |              | nr. 89 in de Single Top 100                   |
| Ordinary lives                                                | 1989                  | 29-04-1989            | 23              | 6            | nr. 27 in de Single Top 100                   |
| One                                                           | 1989                  | 17-06-1989            | tip15           | -            | nr. 46 in de Single Top 100                   |
| Secret love                                                   | 1991                  | 09-03-1991            | 14              | 7            | nr. 13 in de Single Top 100 / Alarmschijf     |
| Paying the price of love                                      | 1993                  | 28-08-1993            | 13              | 7            | nr. 19 in de Single Top 100 / Alarmschijf     |
| For whom the bell tolls                                       | 1994                  | 29-01-1994            | 34              | 4            | nr. 20 in de Single Top 100                   |
| Kiss of life                                                  | 1994                  | 26-03-1994            | tip3            | -            | nr. 43 in de Single Top 100                   |
| Alone                                                         | 1997                  | 05-04-1997            | 35              | 6            | nr. 28 in de Single Top 100                   |
| Still waters (Run deep)                                       | 1997                  | -                     |                 |              | nr. 91 in de Single Top 100                   |
| Immortality                                                   | 1998                  | 20-06-1998            | 28              | 3            | met Céline Dion / nr. 41 in de Single Top 100 |
| This is where I came in                                       | 2001                  | 17-03-2001            | tip16           | -            | nr. 56 in de Single Top 100                   |

| Single met hitnotering(en) in de Vlaamse Ultratop 50 | Datum van verschijnen | Datum van binnenkomst | Hoogste positie | Aantal weken | Opmerkingen                 |
| ---------------------------------------------------- | --------------------- | --------------------- | --------------- | ------------ | --------------------------- |
| Massachusetts                                        | 19-09-1967            | 21-10-1967            | 1(5wk)          | 15           | Nr. 1 in de Radio 2 Top 30  |
| World                                                | 11-12-1967            | 30-12-1967            | 7(2wk)          | 9            | Nr. 7 in de Radio 2 Top 30  |
| Words                                                | 03-01-1968            | 09-03-1968            | 3               | 8            | Nr. 3 in de Radio 2 Top 30  |
| Jumbo                                                | 11-03-1968            | 11-05-1968            | 18              | 1            | Nr. 18 in de Radio 2 Top 30 |
| I've gotta get a message to you                      | 07-09-1968            | 07-09-1968            | 6               | 7            | Nr. 6 in de Radio 2 Top 30  |
| I started a joke                                     | 21-12-1968            | 18-01-1969            | 19              | 1            | Nr. 19 in de Radio 2 Top 30 |
| First of May                                         | 14-02-1969            | 05-04-1969            | 7               | 4            | Nr. 7 in de Radio 2 Top 30  |
| Tomorrow tomorrow                                    | 01-06-1969            | 12-07-1969            | 8               | 5            | Nr. 8 in de Radio 2 Top 30  |
| Don't Forget to Remember                             | 22-08-1969            | 13-09-1969            | 3(3wk)          | 10           | Nr. 3 in de Radio 2 Top 30  |
| I.O.I.O.                                             | 02-05-1970            | 02-05-1970            | 14(2wk)         | 6            | Nr. 9 in de Radio 2 Top 30  |
| Lonely Days                                          | 06-11-1970            | 05-12-1970            | 8               | 9            | Nr. 7 in de Radio 2 Top 30  |
| How can you mend a broken heart                      | 01-06-1971            | 17-07-1971            | 21              | 5            | Nr. 18 in de Radio 2 Top 30 |
| My world                                             | 14-01-1972            | 18-03-1972            | 15              | 9            | Nr. 11 in de Radio 2 Top 30 |
| Jive talkin'                                         | 16-05-1975            | 09-08-1975            | 24              | 1            | Nr. 24 in de Radio 2 Top 30 |
| Nights on Broadway                                   | 19-09-1975            | 29-11-1975            | 15              | 9            | Nr. 12 in de Radio 2 Top 30 |
| Fanny (be tender with my love)                       | 09-01-1976            | 03-04-1976            | 29              | 2            | Nr. 18 in de Radio 2 Top 30 |
| You should be dancing                                | 21-06-1976            | 28-08-1976            | 20              | 5            | Nr. 12 in de Radio 2 Top 30 |
| How deep is your love ?                              | 04-10-1977            | 17-12-1977            | 12(2wk)         | 11           | Nr. 6 in de Radio 2 Top 30  |
| Stayin' alive                                        | 13-12-1977            | 18-02-1978            | 2               | 14           | Nr. 2 in de Radio 2 Top 30  |
| Night Fever                                          | 07-02-1978            | 29-04-1978            | 3(6wk)          | 13           | Nr. 2 in de Radio 2 Top 30  |
| Too Much Heaven                                      | 17-11-1978            | 23-12-1978            | 8               | 12           | Nr. 8 in de Radio 2 Top 30  |
| Tragedy                                              | 09-02-1979            | 17-02-1979            | 3               | 11           | Nr. 2 in de Radio 2 Top 30  |
| Love you inside out                                  | 04-04-1979            | 19-05-1979            | 23              | 2            | Nr. 22 in de Radio 2 Top 30 |
| He's a liar                                          | 03-09-1981            | 03-10-1981            | 15              | 9            | Nr. 10 in de Radio 2 Top 30 |
| Living eyes                                          | 05-11-1981            | 02-01-1982            | 37              | 1            | Nr. 30 in de Radio 2 Top 30 |
| The woman in you                                     | 02-06-1983            | 25-06-1983            | 16              | 5            | Nr. 17 in de Radio 2 Top 30 |
| Someone belonging to someone                         | 09-09-1983            | 15-10-1983            | 19              | 3            | Nr. 23 in de Radio 2 Top 30 |
| You Win Again                                        | 31-08-1987            | 26-09-1987            | 2               | 13           | Nr. 3 in de Radio 2 Top 30  |
| E.S.P.                                               | 30-11-1987            | 26-12-1987            | 13              | 4            | Nr. 12 in de Radio 2 Top 30 |
| Ordinary lives                                       | 09-03-1989            | 15-04-1989            | 22              | 6            | Nr. 19 in de Radio 2 Top 30 |
| One                                                  | 14-06-1989            | 05-08-1989            | 38              | 1            | Nr. 26 in de Radio 2 Top 30 |
| Secret love                                          | 18-02-1991            | 23-03-1991            | 8               | 11           | Nr. 5 in de Radio 2 Top 30  |
| Paying the price of love                             | 06-08-1993            | 04-09-1993            | 5               | 13           | Nr. 5 in de Radio 2 Top 30  |
| For whom the bell tolls                              | 15-11-1993            | 11-12-1993            | 13              | 10           | Nr. 10 in de Radio 2 Top 30 |
| Alone                                                | 17-02-1997            | 22-03-1997            | 31              | 12           |                             |
| Immortality                                          | 05-06-1998            | 11-07-1998            | 48              | 2            | met Céline Dion             |
| This is where I came in                              | 05-03-2001            | 17-03-2001            | tip7            | -            | Nr. 25 in de Radio 2 Top 30 |

### NPO Radio 2 Top 2000
| Nummers met noteringen in de NPO Radio 2 Top 2000 | '99 | '00  | '01  | '02  | '03  | '04  | '05  | '06  | '07  | '08  | '09  | '10  | '11  | '12  | '13  | '14  | '15  | '16  | '17  | '18  | '19  | '20  | '21  | '22  | '23  | '24  |
| ------------------------------------------------- | --- | ---- | ---- | ---- | ---- | ---- | ---- | ---- | ---- | ---- | ---- | ---- | ---- | ---- | ---- | ---- | ---- | ---- | ---- | ---- | ---- | ---- | ---- | ---- | ---- | ---- |
| Don't Forget to Remember                          | -   | -    | 486  | 711  | 678  | 688  | 727  | 656  | 469  | 609  | 869  | 783  | 1013 | 1404 | 1428 | 1663 | 1829 | 1741 | 1700 | -    | -    | -    | -    | -    | -    | -    |
| Holiday                                           | -   | 1261 | 1419 | 1755 | 1853 | 1905 | -    | -    | 1909 | -    | -    | -    | -    | -    | -    | -    | -    | -    | -    | -    | -    | -    | -    | -    | -    | -    |
| How Can You Mend a Broken Heart                   | -   | -    | -    | -    | 895  | 1126 | 1056 | 1173 | 1039 | 1156 | 1265 | 1162 | 1506 | -    | 1873 | -    | -    | -    | -    | -    | -    | -    | -    | -    | -    | -    |
| How Deep Is Your Love                             | 118 | 196  | 146  | 271  | 260  | 260  | 300  | 350  | 354  | 289  | 562  | 451  | 525  | 561  | 617  | 683  | 654  | 496  | 516  | 629  | 672  | 679  | 663  | 619  | 523  | 359  |
| I Started a Joke                                  | 713 | 608  | 340  | 645  | 504  | 680  | 601  | 612  | 494  | 558  | 922  | 911  | 940  | 1066 | 1018 | 1051 | 1321 | 1136 | 1204 | 1636 | 1585 | 1570 | 1588 | 1549 | 1516 | 1090 |
| Immortality (met Céline Dion)                     | -   | -    | -    | -    | -    | -    | 1266 | 1134 | 1149 | 1636 | 1496 | 1631 | 1560 | 1647 | 1969 | -    | -    | -    | -    | -    | -    | -    | -    | -    | -    | -    |
| I've Gotta Get a Message to You                   | -   | -    | -    | 1434 | 1494 | 1445 | 1325 | 1450 | 1398 | 1455 | 1834 | 1726 | 1916 | -    | -    | -    | -    | -    | -    | -    | -    | -    | -    | -    | -    | -    |
| Jive Talkin'                                      | -   | -    | -    | -    | 1601 | 1645 | 1791 | 1941 | 1922 | 1792 | -    | -    | -    | -    | -    | -    | -    | -    | -    | -    | -    | -    | -    | -    | -    | -    |
| Lonely Days                                       | 797 | 729  | 561  | 814  | 544  | 956  | 872  | 1024 | 958  | 855  | 1488 | 1332 | 1613 | 1642 | -    | -    | -    | -    | -    | -    | -    | -    | -    | -    | -    | -    |
| Massachusetts                                     | 214 | 233  | 171  | 295  | 227  | 253  | 259  | 287  | 230  | 243  | 425  | 349  | 468  | 802  | 870  | 785  | 1070 | 863  | 977  | 1195 | 1289 | 1154 | 1204 | 1223 | 1208 | 696  |
| More Than a Woman                                 | -   | -    | -    | -    | -    | -    | -    | -    | -    | -    | -    | -    | -    | -    | -    | -    | -    | -    | -    | -    | 1700 | 1426 | 993  | 1094 | 1000 | 786  |
| My World                                          | -   | -    | -    | -    | 1878 | 1766 | 1695 | -    | 1710 | 1970 | -    | -    | -    | -    | -    | -    | -    | -    | -    | -    | -    | -    | -    | -    | -    | -    |
| New York Mining Disaster 1941                     | -   | 1115 | 552  | 1035 | 1167 | 1302 | 1279 | 1477 | 1320 | 1283 | 1703 | 1478 | 1730 | -    | -    | -    | -    | -    | -    | -    | -    | -    | -    | -    | -    | -    |
| Night Fever                                       | 461 | 353  | 241  | 539  | 740  | 618  | 880  | 861  | 799  | 718  | 1136 | 1150 | 1138 | 1011 | 1310 | 1619 | 1348 | 1108 | 1231 | 1287 | 1372 | 1398 | 1260 | 1276 | 1270 | 1341 |
| Nights on Broadway                                | -   | 705  | 511  | 606  | 616  | 803  | 775  | 920  | 1026 | 807  | 1114 | 1134 | 1296 | 1099 | 1270 | 1355 | 1284 | 1146 | 1154 | 1544 | 1498 | 1623 | 1602 | 1435 | 1467 | 1170 |
| Spicks and Specks                                 | 452 | 494  | 359  | 414  | 430  | 401  | 537  | 552  | 505  | 481  | 644  | 628  | 789  | 964  | 1209 | 1214 | 1240 | 966  | 1327 | 1414 | 1479 | 1547 | 1628 | 1597 | 1675 | 1744 |
| Spirits (Having Flown)                            | -   | -    | -    | -    | -    | -    | -    | -    | -    | -    | 1923 | -    | -    | -    | -    | -    | -    | -    | -    | -    | -    | -    | -    | -    | -    | -    |
| Stayin' Alive                                     | 108 | 153  | 101  | 255  | 284  | 277  | 409  | 434  | 503  | 357  | 489  | 407  | 455  | 633  | 533  | 579  | 525  | 399  | 388  | 481  | 522  | 480  | 470  | 474  | 495  | 353  |
| To Love Somebody                                  | -   | -    | 609  | 1649 | 1247 | 1172 | 1109 | 1236 | 1151 | 1179 | 1537 | 1438 | 1720 | 1964 | 1863 | 1952 | -    | 1936 | 1839 | 1891 | 1908 | 1606 | 1452 | 1544 | 1522 | 1006 |
| Too Much Heaven                                   | -   | 1152 | -    | -    | 1627 | 1901 | 1977 | 1805 | -    | 1973 | -    | -    | -    | -    | -    | -    | -    | -    | -    | -    | -    | -    | -    | -    | -    | -    |
| Tragedy                                           | -   | -    | 291  | 745  | 892  | 815  | 924  | 937  | 964  | 864  | 1138 | 1101 | 1330 | 1388 | 1336 | 1441 | 1370 | 1253 | 1199 | 1392 | 1324 | 1168 | 1130 | 1106 | 1068 | 249  |
| Words                                             | 282 | 215  | 184  | 339  | 279  | 300  | 358  | 356  | 295  | 298  | 388  | 362  | 481  | 763  | 712  | 792  | 882  | 717  | 762  | 1126 | 1139 | 1018 | 1054 | 1181 | 1116 | 987  |
| World                                             | -   | 1158 | 946  | 1589 | 1488 | 1595 | 1829 | 1727 | 1955 | 1687 | 1979 | 1837 | -    | -    | -    | -    | -    | -    | -    | -    | -    | -    | -    | -    | -    | -    |
| You Should Be Dancing                             | 994 | -    | 642  | 1187 | 1515 | 1647 | 1990 | 1848 | 1780 | 1676 | -    | 1979 | -    | -    | 1866 | -    | -    | -    | -    | -    | -    | -    | -    | 1895 | 1810 | 1294 |
| You Win Again                                     | -   | 812  | 386  | 1282 | 781  | 887  | 915  | 1139 | 1001 | 940  | 1335 | 1432 | 1571 | 1602 | 1404 | 1577 | 1697 | 1534 | 1446 | 1899 | 1818 | 1717 | 1821 | 1633 | 1714 | 1396 |

1. ↑  Een '-' betekent dat het nummer niet was genoteerd en een vetgedrukt getal geeft de hoogste notering van een nummer aan.

### Dvd's
| Dvd's met hitnoteringen in de Nederlandse Music Top 30 | Datum van verschijnen | Datum van binnenkomst | Hoogste positie | Aantal weken | Opmerkingen |
| ------------------------------------------------------ | --------------------- | --------------------- | --------------- | ------------ | ----------- |
| One night only                                         | 2002                  | 12-01-2002            | 3               | 66           |             |
| Live by request                                        | 2002                  | 09-02-2002            | 3               | 30           |             |
| Bee Gees collector's edition                           | 2009                  | 28-02-2009            | 23              | 1            |             |
| Australian tour 1989                                   | 2009                  | 21-11-2009            | 7               | 20           |             |
| One night only - Anniversary edition                   | 2010                  | 11-09-2010            | 18              | 5            |             |
| One for all tour - Live in Australia 1989              | 2018                  | 10-02-2018            | 1(2wk)          | 8            |             |